# Wapowski (cráter)
Wapowski es un cráter de impacto perteneciente a la cara visible de la Luna, ubicado cerca del Polo Sur del satélite. Se encuentra al suroeste de los cráteres von Baeyer y Svedberg, justo dentro del borde del prominente cráter Scott. 
|  |

El cráter tiene forma de copa y no muestra signos de desgaste apreciables. La altura del brocal sobre el terreno circundante es de 430 m, y el volumen del cráter es de aproximadamente 60 km³.
Debe su nombre al cartógrafo polaco Bernard Wapowski  (1450-1535), conmemorado por la UAI en 2009.

## Referencias

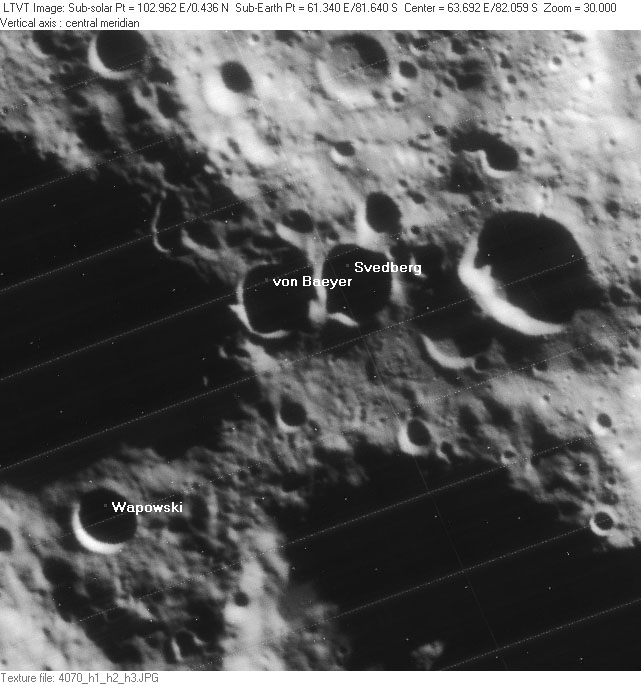
Fotografía de la misión Lunar Orbiter 4